# Leclercera yamaensis
Espèce
Leclercera yamaensis est une espèce d'araignées aranéomorphes de la famille des Psilodercidae.

## Distribution
Cette espèce est endémique de la province de Tak en Thaïlande. Elle se rencontre à Umphang dans la grotte Tham Ya Mae.

## Description
Le mâle holotype mesure 2,62 mm et la femelle paratype 2,50 mm.

## Étymologie
Son nom d'espèce, composé de yama et du suffixe latin -ensis, « qui vit dans, qui habite », lui a été donné en référence au lieu de sa découverte, la grotte Tham Ya Mae.

## Publication originale
- Chang & Li, 2020 : Thirty-one new species of the spider genus Leclercera from Southeast Asia (Araneae, Psilodercidae). ZooKeys, no 913, p. 1-87 (texte intégral).